# Osiek-Parcele
Osiek-Parcele – część wsi Osiek w Polsce, położona w województwie mazowieckim, w powiecie sierpeckim, w gminie Zawidz.
W latach 1975–1998 Osiek-Parcele administracyjnie należały do województwa płockiego.